# Каплунов, Дмитрий Викторович
Дмитрий Викторович Каплунов (бел. Дзмітрый Віктаравіч Каплуноў; род. 21 апреля 1994, Барановичи, Брестская область) — белорусский футболист, защитник гомельского «Бумпрома».

## Карьера

### «Барановичи»
Начинал заниматься футболом в барановичской ДЮСШ. В 2011 году футболист присоединился к основной команде «Барановичей». Дебютировал за клуб футболист 23 апреля 2011 года в матче против гродненского «Белкарда», выйдя на замену на 64 минуте. По итогу дебютного сезона футболист вместе с клубом завершил чемпионат на итоговом последнем месте, вылетев во Вторую лигу. В 2011 году футболист покинул расположение клуба из-за прохождения срочной военной службы. В сезоне 2014 года футболист вернулся в барановичский клуб, вместе с которым стал победителем чемпионата, вернувшись в Первую лигу. Также за сезон футболист отличился своим дебютным забитым забитым голом. В дальнейшем футболист продолжал выступать за клуб в роли одного из ключевых игроков.

### «Луч» Минск
В начале 2017 года футболист отправился в расположение минского «Луча». В марте 2017 года футболист на правах арендного соглашения присоединился к минскому клубу, рассчитанного до конца сезона. Дебютировал за клуб футболист 8 апреля 2017 года в матче против гомельского «Локомотива», выйдя на поле в стартовом составе. Своим дебютным забитым голом за клуб футболист отличился 22 апреля 2017 года в матче против пинской «Волны». По итогу сезона футболист вместе с клубом стал победителем чемпионата, заработав прямое повышение в высший дивизион. На протяжении сезона футболист выступал за минский клуб в роли одного из основных игроков, отличившись 3 забитыми голами в рамках чемпионата. 
В декабре 2017 года футболист на правах свободного агента присоединился к минскому «Лучу». Первый матч в новом сезоне футболист сыграл 30 марта 2018 года против столичного «Минска», выйдя на замену на 79 минуте матча. Своим первым в сезоне забитым голом за клуб футболист отличился 28 апреля 2018 года в матче против могилёвского «Днепра». По итогу сезона футболист вместе с клубом завершил чемпионат на итоговом четырнадцатом месте в турнирной таблице. На протяжении сезона футболист выступал за клуб в роли одного из основных игроков, отличившись забитым голом и 2 голевыми передачами. 

### «Гранит» Микашевичи
В начале 2019 года футболист присоединился к могилёвскому клубу «Дняпро», образованному после объединения минского «Луча» и могилёвского «Днепра». В апреле 2019 года футболист на правах арендного соглашения присоединился к микашевичскому «Граниту», соглашение с которым было подписано до конца сезона. Дебютировал за клуб футболист 13 апреля 2019 года в матче против гомельского «Локомотива», выйдя на поле в стартовом составе. Дебютным забитым голом за клуб футболист отличился 17 августа 2019 года в матче против гомельского «Локомотива». По итогу сезона футболист вместе с клубом завершил чемпионат на итоговом девятом месте в турнирной таблице. На протяжении сезона футболист выступал за клуб в роли одного из основных игроков, отличившись 2 забитыми голами. По окончании срока арендного соглашения футболист покинул клуб.

### «Гомель»
В начале 2020 года футболист официально получил статус свободного агента в связи с расформированием могилёвского клуба «Дняпро». В феврале 2020 года футболист на правах свободного агента присоединился к «Гомелю», подписав контракт до конца сезона. Дебютировал за клуб футболист 18 апреля 2020 года в матче против новополоцкого «Нафтана», выйдя на поле в стартовом составе. По итогу сезона футболист вместе с клубом стал серебряным призёром чемпионата, заработав прямое повышение в высший дивизион. На протяжении сезона футболист выступал за клуб в роли одного из основных игроков, однако результативными действиями не отличился. В январе 2021 года футболист покинул гомельский клуб по окончании срока действия контракта.

### «Арсенал» Дзержинск
В феврале 2021 года футболист на правах свободного агента присоединился к дзержинскому «Арсеналу». Дебютировал за клуб футболист 6 марта 2021 года в четвертьфинальном матче Кубка Беларуси против жодинского «Торпедо-БелАЗ», выйдя на поле в стартовом составе. По итогу ответной встречи 6 апреля 2021 года футболист вместе с клубом завершил матч с ничейным счётом, однако жодинское «Торпедо-БелАЗ» по итогам первого матча оказался сильнее и вышел в следующий этап турнира. Первый матч в чемпионате футболист сыграл 18 апреля 2021 года против петриковского «Шахтёра», выйдя на поле в стартовом составе, также отличившись дебютными забитым голом и голевой передачей. Вместе с клубом футболист досрочно стал победителем чемпионата. На протяжении сезона футболист выступал за клуб в роли одного из ключевых игроков, отличившись забитым голом и 3 голевыми передачами.
В начале 2022 года футболист приступил к подготовке к новому сезону в состав дзержинского клуба. Новый сезоне футболист начал 20 марта 2022 года с матче против «Гомеля», выйдя на поле в стартовом составе. По итогу сезона футболист вместе с клубом завершил чемпионат в зоне стыковых матчей. По итогу стыковых матчей дзержинский клуб уступил рогачёвскому «Макслайну», вылетев в Первую лигу, однако сам футболист в них участие не принимал. На протяжении сезона футболист выступал за клуб в роли одного из основных игроков, однако во второй половине чемпионата футболист потерял место в стартовом составе, став чаще оставаться на скамейке запасных, результативными действиями не отличившись. По окончании сезона футболист покинул дзержинский клуб.

### «Локомотив» Гомель
В январе 2023 года футболист проходил просмотр в гомельском «Локомотиве». В феврале 2023 года футболист на правах свободного агента присоединился к гомельскому клубу, подписав контракт до конца сезона. Дебютировал за клуб футболист 2 апреля 2023 года в матче против «Молодечно-2018», выйдя на поле в стартовом составе. Своим дебютным забитым голом за клуб футболист отличился 28 мая 2023 года в матче против долбизновской «Нивы». По итогу сезона футболист вместе с клубом завершил чемпионат на итоговом четвёртом месте в турнирной таблице. На протяжении сезона футболист выступал за клуб в роли одного из ключевых игроков, отличившись 2 забитыми голами и голевой передачей.
В феврале 2024 года футболист продлил контракт с гомельским клубом ещё на сезон. Первый матч в новом сезоне футболист сыграл 7 апреля 2024 года против витебского «Макслайна», выйдя на поле в стартовом составе. В матче 11 августа 2024 года против «Барановичей» футболист впервые выешл на поле с капитанской повязкой. Первым результативным действием в сезоне за клуб футболист отличился 2 ноября 2024 года в матче против бобруйской «Белшины», отдав голевую передачу. По итогу сезона футболист вместе с клубом завершил чемпионат на итоговом двенадцатом месте в турнирной таблице. По окончании сезона футболист покинул клуб в связи с окончанием срока действия контракта.

### «Бумпром»
В январе 2025 года футболист на правах свободного агента присоединился к гомельскому «Бумпрому», подписав контракт до конца сезона. Дебютировал за клуб футболист 30 марта 2025 года в матче против «Осиповичей», выйдя на поле в стартовом составе.

## Достижения
«Барановичи»
- Победитель Второй лиги: 2014

«Луч» Минск
- Победитель Первой лиги: 2017

«Арсенал» Дзержинск
- Победитель Первой лиги: 2021